# Asplenium × mantoniae
Asplenium × mantoniae là một loài dương xỉ trong họ Aspleniaceae. Loài này được V mô tả khoa học đầu tiên năm 1963.
Danh pháp khoa học của loài này chưa được làm sáng tỏ. 